# Desempenho linguístico
Desempenho linguístico é definido por Chomsky como o conjunto de imposições que limitam o uso da competência. É a imperfeita manifestação do sistema. É o uso real da língua em uma situação concreta.” (KENEDY, 2008~2014, p.130.)